# Women Wage Peace
Women Wage Peace, en français : Les Femmes font la paix, en hébreu : נשים עושות שלום, en arabe : نساء يصنعن السلام, est un mouvement pacifiste et féministe israélien, formé peu après la guerre de Gaza en 2014. Son objectif principal est de prévenir de futures guerres et de promouvoir une solution non violente, respectueuse et mutuellement acceptée au conflit israélo-palestinien, avec la participation active de femmes d'horizons politiques et religieux divers à toutes les étapes des négociations.

## Origine
Le mouvement est fondé par des femmes israéliennes, dont la militante Vivian Silver, ancienne membre de B'Tselem. Il établit rapidement des liens avec les femmes palestiniennes. Il s'inspire de mouvements de femmes similaires en Irlande du Nord et au Libéria, où des femmes de convictions religieuses différentes se sont unies pour aider à résoudre des conflits violents. L'inspiration est également venue du Mouvement des Quatre Mères, créé en 1997 au Liban.
Le mouvement repose sur deux objectifs principaux :
1. Encourager la relance des négociations de paix entre Israël et l’Autorité palestinienne
2. Exhorter à l'application de la résolution 1325 de l'ONU qui « réaffirme le rôle important des femmes dans la prévention et la résolution des conflits »

## Histoire
En mars 2015, des membres du mouvement manifestent devant le bâtiment du Parlement israélien à Jérusalem, appelant les hommes politiques à accorder davantage de priorité aux pourparlers de paix lors des débats sur les élections générales.
En 2015, du 8 juillet au 26 août, Women Wage Peace organise un jeûne collectif devant la résidence officielle (Beit Aghion) du Premier ministre israélien Benyamin Netanyahu. Operation Protective Fast coïncide avec l'anniversaire de l'Opération Bordure Protectrice à Gaza l'année précédente. Environ 300 femmes et hommes participent, se joignant à la manifestation à tour de rôle. Début septembre, une semaine après la fin de la grève de la faim, quatre membres du mouvement sont invités à une réunion formelle avec Netanyahu pour discuter de la possibilité de reprendre les pourparlers de paix avec la Palestine.

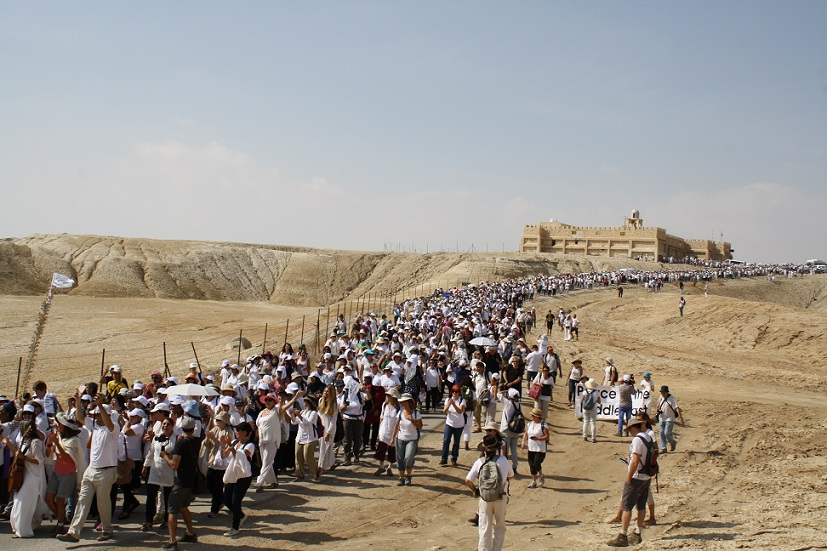
Marche des femmes pour la paix en 2016.

En octobre 2016, plus de 3 000 Israéliennes et Palestiniennes participent conjointement à une marche des femmes pour la paix, du nord d'Israël à Jérusalem. Elle se termine par un rassemblement devant la résidence officielle du Premier ministre Netanyahu. Parmi les oratrices du rassemblement figurent Leymah Gbowee, militante pacifiste libérienne et lauréate du prix Nobel de la paix, connue pour avoir contribué à mettre fin à la Seconde Guerre civile libérienne.

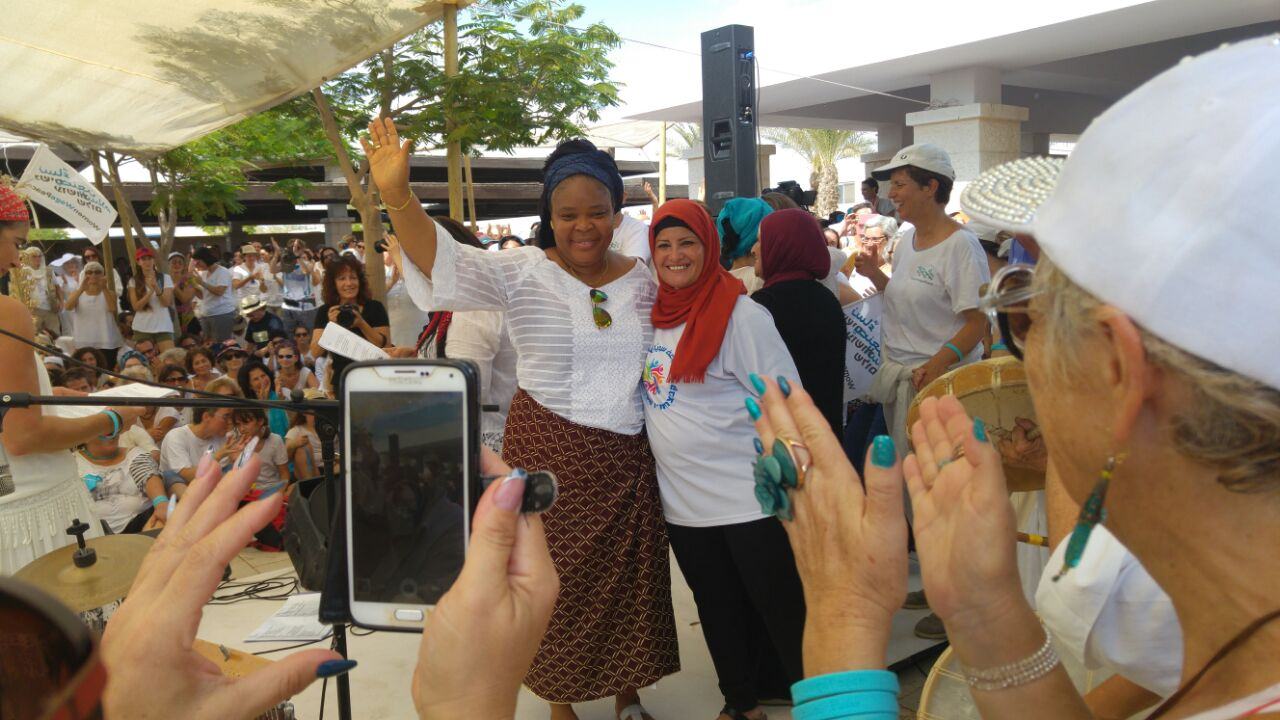
Leymah Gbowee en 2016 à la Marche des femmes pour la paix.

Après la marche, la chanteuse et militante canado-israélienne Yael Deckelbaum de Habanot Nechama collabore avec Women Wage Peace pour créer la chanson "Prayer of the Mothers", qui intègre des extraits d'un discours de Gbowee,.
En mars 2017, lors d'une réception organisée à l'occasion de la Journée internationale de la femme à Tel Aviv, plus d'une douzaine d'ambassadrices étrangères apportent leur soutien au mouvement Women Wage Peace.

## Collaboration avec Women of the Sun
Le mouvement a collaboré à plusieurs reprises avec l'organisation de femmes palestiniennes Women of the Sun, qui poursuit un objectif similaire,.
Fin 2021 et début 2022, les deux groupes ont travaillé ensemble pour former une « plateforme commune ». En mars 2022, les coalitions des deux groupes se sont réunies sur la plage de Neve Midbar, au bord de la mer Morte, pour une conférence de paix,
Le 4 octobre 2023, quelques jours seulement avant le début de la guerre entre Israël et le Hamas, qui a notamment entraîné le meurtre de la fondatrice de l'organisation Vivian Silver par des militants du Hamas, les deux groupes organisent une marche pour la paix à Jérusalem, du Monument de la Tolérance au quartier de Talpiot-Est,,. Elles présentent publiquement un « appel des mères » pour une résolution non violente du conflit, dont les premiers mots sont rédigés en ces termes : « Nous, mères palestiniennes et israéliennes, sommes déterminées à mettre fin au cercle vicieux de l'effusion de sang et à changer la réalité du Conflit difficile entre les deux nations, pour le bien de nos enfants. ».
En décembre 2023, Women of the Sun et Women Wage Peace ont toutes deux été nommées par le groupe de travail du prix Nobel de la paix du Centre d'études sur la paix et les conflits de l'Université libre d'Amsterdam pour le prix Nobel de la paix 2024,.
Ni Women of the Sun ni Women Wage Peace ne proposent une solution politique précise ; elles insistent surtout sur la non-violence.

## Critiques
La présidente de B’Tselem, Orly Nor, souligne que le mot « occupation » n'est jamais employé par l'organisation Women Wage Peace et estime que l'association se détourne de problèmes aussi centraux que la colonisation israélienne, les obstacles mis à la formation d'un État palestinien, etc. « Les revendications du mouvement sont si floues, écrit-elle dans +972  Magazine, que même Benyamin Netanyahou pourrait y adhérer s'il le voulait. Ses revendications peuvent se résumer ainsi : des négociations de paix incluant les femmes », sans précision sur le contenu de ces négociations.

## Documentaire
- Hanna Assouline, Les Guerrières de la paix, 2018, La Chaîne parlementaire